# Stig Nyström
Stig Robert Nyström, född 25 november 1919 i Stora Tuna församling, död 31 juli 1983 i Borlänge, var en svensk landslagsspelare i fotboll.
Nyström var vänsterytter i IK Brage, där han år 1941 blev allsvensk skyttekung, och gick 1942 till Djurgårdens IF, där han spelade till och med 1951. Han kämpade med Stellan Nilsson under många år om vänsterytterpositionen i svenska landslaget.